# Rolls-Royce 20 hp (1905)

El Rolls-Royce 20 hp fue uno de los cuatro modelos de coches producidos como resultado del acuerdo firmado el 23 de diciembre de 1904 entre Charles Rolls y Henry Royce.

## Historia
Aunque portaba la marca Rolls-Royce, el 20 hp fue producido durante 1905 y 1906 por la compañía de Royce, Royce Ltd., en su factoría de Trafford Park, Manchester. Fue vendido en exclusiva por el concesionario de Rolls, C.S.Rolls & Co., a un precio de 650 libras esterlinas. El 20 hp fue exhibido en el Salón del Automóvil de París en diciembre de 1904, conjuntamente con el 10 hp, el 15 hp y el motor para los modelos 30 hp.
Dos de los coches participaron en la carrera TT de la Isla de Man de 1905. Uno de ellos, conducido por Percy Northey, llegó en segundo lugar; y el otro, conducido por C.S. Rolls tuvo que retirarse después de tener problemas con la caja de cambios. Rolls lo intentó de nuevo en 1906 y ganó. En diciembre de 1906 llevó un coche a los Estados Unidos y ganó la carrera de Yonkers.
Han sobrevivido tres de estos coches, con los números de chasis 26350, 40509 y 40520.

## Características técnicas
El motor fue fabricado con dos unidades fundidas separadamente de dos-cilindros cada una, que eran comunes con los coches 10 hp de 2-cilindros y 30 hp de 6-cilindros en línea y que compartían un diámetro de cilindro de 102 mm (4 pulgadas) y una carrera del pistón de 127 mm (5 pulgadas). El motor era de refrigeración por agua con una capacidad de 4118 cc con válvulas de entrada superiores y válvulas de escape laterales.
Los primeros coches tenían un sistema de ignición de alta tensión utilizando acumuladores precargados, un vibrador y un sistema de bobina de ignición; en coches posteriores esto fue complementado por una magneto que podía ser utilizada como alternativa. Como las luces laterales y posteriores utilizaban aceite y los faros frontales acetileno, no existía más consumo eléctrico para los acumuladores, que debían ser cargados entre salidas. La potencia de salida del motor era de 15 kW (20 bhp) a 1000 rpm. La velocidad del motor era controlada por un regulador que podía ser anulado por el control del pedal del acelerador. Fue instalada una caja de cambios de tres velocidades como opción de base en todos los coches, conectada al motor con un eje corto, utilizándose un embrague cónico forrado de cuero. En el modelo de 4 velocidades, la tercera marcha era la directa y la cuarta utilizaba overdrive (multiplicador de giro).
Los primeros coches tenían un chasis de 2896 mm (114"), pero después de la construcción de las versiones especiales más ligeras para la carrera TT, estuvo disponible una versión más corta de 2692 mm (106"). Estos serían conocidos como 20 Pesado (Heavy 20) y 20 Ligero (Light 20). La anchura en el Light 20 era también menor, con 1321 mm (52"), comparado con los 1422 mm (56") del Heavy 20. Rolls-Royce no proporcionaba la carrocería. En su lugar, los coches eran vendidos en forma de chasis y el cliente acordaba su propio proveedor de la carrocería. Se fabricaron tanto coches cerrados como abiertos.
El Light 20 alcanzaba una velocidad máxima de 50 mph (80 km/h) (52 mph - 84 km/h en las versiones TT) y el Heavy 20 podía circular a 47 mph (76 km/h). Esta velocidad era más reducida si se emplazaba una carrocería pesada. Tenía un freno accionado por un pedal operando sobre la transmisión mediante un tambor situado detrás de la caja de cambios y frenos de tambor en el eje trasero controlados mediante la palanca del freno de mano. Las suspensiones delantera y trasera montaban ballestas semielípticas con un muelle transversal adicional en la parte trasera. Se colocaron ruedas de artillería con radios de madera.